# Величко, Сергей Николаевич
Сергей Николаевич Величко (укр. Величко Сергій Миколайович; род. 9 августа 1976, Симферополь) — украинский футболист, вратарь. Мастер спорта Украины. В настоящее время является главным тренером сборной КФУ выступающей в национальной студенческой футбольной лиге. Одновременно является главным тренером Академии Футбола Крыма.

## Биография
Воспитанник СДЮШОР «Таврия» (Симферополь), где его тренером был Леонид Чернов. Выступал за команды «Динамо» (Саки), «Таврия», «Динамо» (Симферополь), «Закарпатье» (Ужгород), «Нефтяник-Укрнафта» (Ахтырка), «Ворскла» (Полтава).В составе Таврии играл в Кубке Интертото ( 4 игры) , в составе Ворсклы участвовал в Лиге Европы ( 3 игры) .Первый матч за «Нефтяник-Укрнафта» провел 24 июня 2006 года против черниговской «Десны», в котором пропустил 1 гол. В январе 2009 года перешёл в полтавскую «Ворсклу».
Сергей Величко привлекался в молодёжную сборную Украины.

## Достижения
- Победитель Первой лиги Украины: 2006/07
- Обладатель Кубка Украины (2009)[источник не указан 228 дней]
- Чемпион КФС: 2017, 2020[источник не указан 228 дней]
- Чемпион НСФЛ: 2020, 2021, 2022[источник не указан 228 дней]
- Награждён правительством Крыма медалью «За доблестный труд»[источник не указан 228 дней]